# 大津町徳長
大津町徳長（おおつちょうとくなが）は、徳島県鳴門市の大字。郵便番号は772-0034。

## 地理
鳴門市の南東部に位置。東は大津町長江、西は大津町矢倉、北は大津町吉永、南は板野郡松茂町にそれぞれ接している。全域が平坦な農地で、旧吉野川を挟んで南岸に飛び地を包含している。大半は農地である。
サツマイモの栽培が主流を占め高収益をあげつつある。集落は大津町吉永に接する北部と大津町矢倉に接する南西部、南部を横断する徳島県道185号粟津港線の沿道に集中している。

### 河川
- 旧吉野川

### 小字
| - 榎ケ江ノ越 - 大越 - 川向中ノ越 - 川向西ノ越 - 川向東ノ越 - 参番越 - 参番ノ越 | - 水神ノ越 - 中江ノ越 - 中ノ越 - 西ノ越 - 弐番越 - 野神浦ノ越 - 東浦ノ越 | - 東榎ケ江ノ越 - 東ノ越 - 東前ノ越 - 前浦ノ越 - 前ノ越 - 四番越 - 四番ノ越 |  |

## 歴史
江戸期から明治22年にかけては板東郡および板野郡の村であった。寛文4年より板野郡に属す。明治22年に同郡大津村の大字となった。昭和30年2月より現在の鳴門市の字名となる。

## 世帯数と人口
2022年（令和4年）1月31日現在の世帯数と人口は以下の通りである。
| 町丁       | 世帯数  | 人口  |
| ---------- | ------- | ----- |
| 大津町徳長 | 203世帯 | 533人 |

## 小・中学校の学区
市立小・中学校に通う場合、学区は以下の通りとなる。
| 番地 | 小学校             | 中学校             |
| ---- | ------------------ | ------------------ |
| 全域 | 鳴門市立第一小学校 | 鳴門市立第一中学校 |

## 施設
- 八坂神社

## 交通

### 道路
国道
- 国道28号

都道府県道
- 徳島県道185号粟津港線